# Каменский сельский совет (Лебединский район)
Каменский сельский совет (укр. Кам'янська сільська рада) — входит в состав
Лебединского района
Сумской области
Украины.
Административный центр сельского совета находится в 
с. Каменное
.

## Населённые пункты совета
- с. Каменное
- с. Боброво
- с. Зеленый Гай
- с. Чернышки

## Ликвидированные населённые пункты совета
- с. Курды